# 贝拉尔卡萨尔
贝拉尔卡萨尔，是西班牙安达卢西亚自治区科尔多瓦省的一个市镇。总面积356平方公里，总人口3680人（2001年），人口密度10人/平方公里。